# Daniel Roher

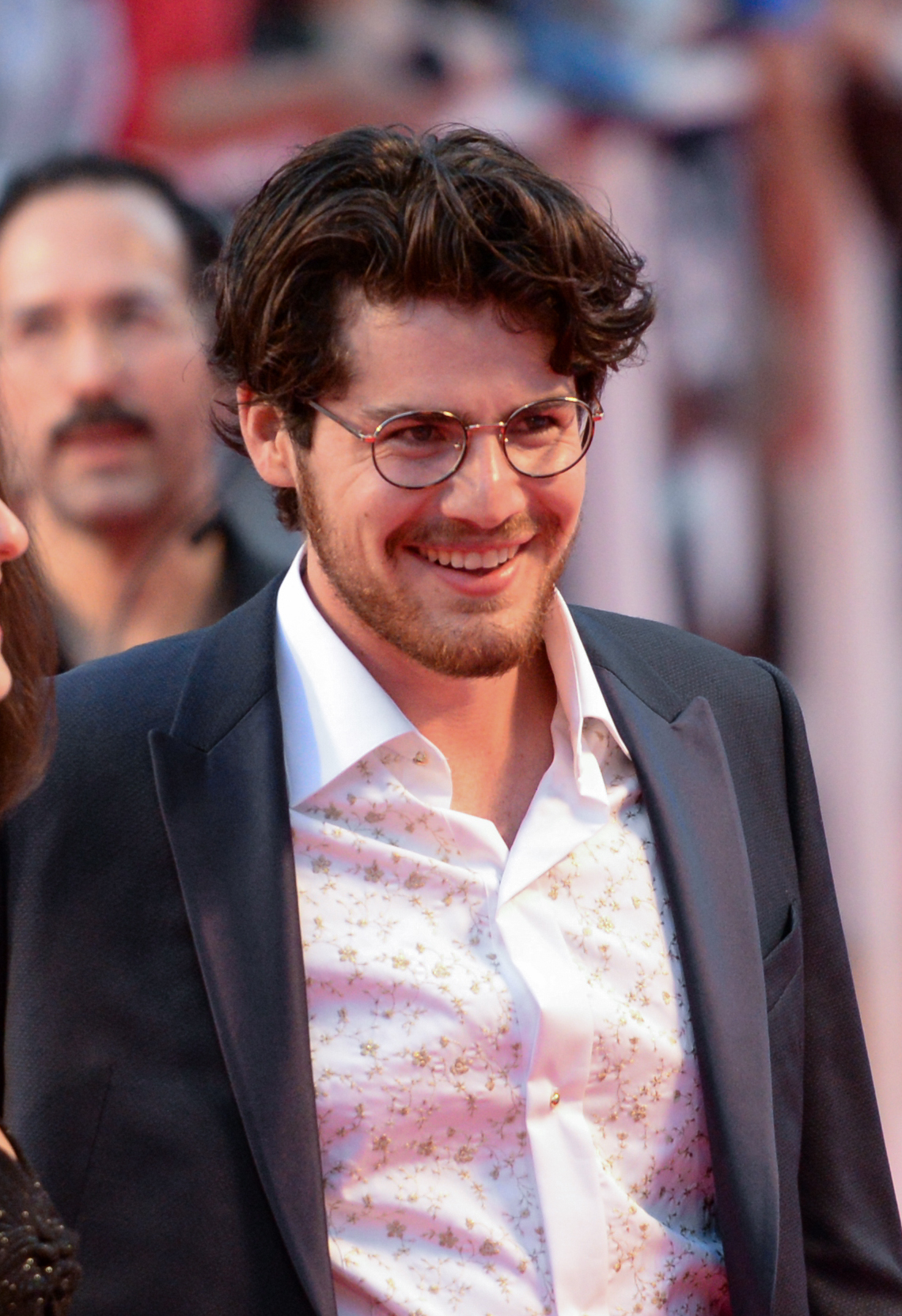
Daniel Roher beim Toronto International Film Festival 2019

Daniel Roher (* 1993 in Toronto, Ontario) ist ein kanadischer Dokumentarfilmregisseur. 

## Filme
Bekannt ist Roher vor allem durch seinen Film Once Were Brothers: Robbie Robertson and the Band, der der Eröffnungsfilm des Toronto International Film Festival 2019 war.
Der Film wurde auch auf dem Whistler Film Festival 2019 gezeigt, wo er den Whistler Film Festival Documentary Award gewann. Roher und Eamonn O’Connor waren bei den achten Canadian Screen Awards 2020 für den Canadian Screen Award in der Kategorie „Bester Schnitt in einem Dokumentarfilm“ und für den Canadian Cinema Editors Award 2020 ebenfalls in der Kategorie „Bester Schnitt in einem Dokumentarfilm“ nominiert.
Roher führte zuvor Regie bei den Kurzdokumentarfilmen Survivors Rowe, der bei den fünften Canadian Screen Awards 2017 für den CSA in der Kategorie Best Documentary Program nominiert war, und Sourtoe: The Story of the Sorry Cannibal, der bei den sechsten Canadian Screen Awards 2018 für den CSA in der Kategorie Best Direction in a Web Program or Series nominiert war.
Rohers neuester Film, Nawalny, wurde 2022 veröffentlicht. Seine Deutschlandpremiere feierte er beim DOK.fest München. Bei der Oscarverleihung 2023 erhielt er die Auszeichnung in der Kategorie Bester Dokumentarfilm.